# Sciades couma
Sciades couma es una especie de pez de la familia Ariidae en el orden de los Siluriformes.

## Morfología
- Los machos pueden llegar alcanzar los 97 cm de longitud total y 30 kg de peso.[2]
- La cabeza es redonda y aplanada en la parte superior.[3]

## Alimentación
Come principalmente crustáceos.

## Hábitat
Es un pez demersal y de clima tropical.

## Distribución geográfica
Se encuentran en Sudamérica: desde el Golfo de Paria hasta la desembocadura del río Amazonas.

## Longevidad
Puede llegar a vivir 5 años.

## Uso comercial
Se comercializa fresco y salado.